# Католичка црква у Црној Гори
Католичка црква у Црној Гори органски је дио Католичке цркве, на државном подручју Црне Горе. Састоји се од Барске надбискупије (надбискуп Рок Ђонлешај) и Которске бискупије (бискуп Младен Вукшић). У Црној Гори живи 21.299 католика, који чине око 3,5% становништва. Односи између Католичке цркве и државе Црне Горе уређени су темељним уговором, који је склопљен 2011. године. Након одласка у пензију нунција за Црну Гору, надбискупа Луиђија Пецута (2021), тај положај је остао упражњен.

## Организација

### Католици латинског обреда
Католици латинског обреда у Црној Гори хијерархијски припадају Барској надбискупији. Которска бискупија се географски налази у Црној Гори, али је административно дио Католичке цркве у Хрватској и подређена је Сплитско-макарској надбискупији. Територија Каторске надбискупије одговара територији Млетачке Албаније, која је Кампоформијским миром 1797. године прешла у састав Француске.

### Католици источног обреда
Први покушаји стварања гркокатоличких установа на подручјима која припадају данашњој Црној Гори, сежу у позно средњовековно и рано нововековно раздобље, а повезани су са тадашњим настојањима Католичке цркве да поунијати Српску православну цркву у тадашњој Зети, односно Црној Гори. У време преговора око склапања Фирентинске уније, католички инквизитор Јован Капистран је покушао да поунијати српског деспота Ђурђа Бранковића (1427—1456), који је владао и Зетом, али тај покушај није уродио плодом. Стога је Католичка црква уз помоћ Млетачке републике покушала да средином 15. века створи посебну унијатску, односно гркокатоличку епархију у Зети, са циљем сузбијања српске православне Зетске епархије. Под окриљем млетачких власти, у Доњој Зети је постављен посебан унијатски владика, који је покушао да се учврсти на подручју око Пречисте Крајинске, али без већег успеха. Слични покушаји унијаћења православних Срба настављени су током 16. и 17. века на подручју Боке, а посебни напори су били усмерени ка српској православној Цетињској епархији, која је успела да се одбрани од унијаћења. Покушаји унијаћења су на подручју Боке настављени и током 18. века. Поменута настојања су била део ширег рада на покатоличавању и унијаћењу православних Срба.

#### Гркокатолички егзархат у Србији и Црној Гори
Све до 2001. године, гркокатоличка Крижевачка епархија је обухватала гркокатоличке вернике на целокупном подручју бивше Југославије и свих њених држава наследница: Хрватске, Словеније, Босне и Херцеговине, Србије, Црне Горе и Македоније.
Након стварања независних држава на простору бивше Југославије, покренут је поступак за преуређење односа на подручју простране Крижевачке епархије. Прво је 2001. године створен Гркокатолички апостолски егзархат у Македонији, који је у потпуности раздвојен од Крижевачке епархије и потчињен непосредно Ватикану.
Потом је 28. августа 2003. године за гркокатолике у Србији и Црној Гори створен посебан Гркокатолички апостолски егзархат у Србији и Црној Гори, односно (лат. Exarchia Apostolica pro fidelibus ritus byzantini in Serbia et Monte Nigro). Овај егзархат је задржао везу са Крижевачком епархијом. За првог гркокатоличког егзарха у Србији и Црној Гори постављен је бискуп Георгиј (Ђура) Џуџар (рсн. Георгий Дюра Джуджар).
Стварањем овог егзархата, дотадашња гркокатоличка Црква Светог Николе у Руском Крстуру уздигнута је на степен катедралног храма. Према подацима из 2004. године, новостворени егзархат је на подручјима Србије и Црне Горе обухватао 26 парохија, са 17 храмова и укупно 22.934 верника, који су по етничкој припадности углавном били Русини, Украјинци и Румуни. Према подацима из 2009. године, Гркокатолички апостолки егзархат у Србији и Црној Гори имао је 22.369 верника и 18 свештеника. Од тог броја, велика већина се налазила у Србији, а само мали део у Црној Гори.

#### Садашње стање
Нове промене су наступиле 2013. године, када су гркокатолици у Црној Гори изузети испод надлежности Гркокатоличког апостолског егзархата у Србији и Црној Гори и непосредно потчињени римокатоличким бискупима у Црној Гори, чиме је надлежност поменутог егзархата сведена само на територију Србије. Приликом овог преуређења, гркокатолички верници у Црној Гори нису могли добити властити егзархат првенствено због своје малобројности, те су стога стављени под надлежност локалних римокатоличких бискупа.

### Питање статуса
Једно од кључних неријешених питања о устројству Католичке цркве у савременој Црној Гори односи се на прекограничну надлежност појединих страних надбискупија. Иако у Црној Гори поред домаће Барске надбискупије постоји и Которска бискупија, Ватикан још увек није ријешио питање о оснивању посебне католичке метрополије за подручје Црне Горе, пошто домаћа Которска бискупија и даље потпада под надлежност стране Сплитско-макарске надбискупије, чији се центар налази у суседној Хрватској. Изостанак позитивних ријешења посљедица је одлуке црногорских државних власти (2011) да се Католичкој цркви призна потпуна самосталност по питању устројства локалних бискупија и надбискупија.

## Историја
Историја Католичке цркве на просторима данашње Црне Горе наставља се на историју старијих хришћанских установа, које су на том подручју постојале прије Великог раскола (1054).

### Предисторија
Појава раног хришћанства на источним обалама Јадрана везује се за прве вијекове хришћанске историје, али најранија поуздана свједочанства о успостављању црквеног поретка на подручју данашње Црне Горе потичу из позног античког периода. Тада се у већим градовима провинције Превалитене развијају прве локалне епископије. Почевши од 535. године, све епископије у тој провинцији потпадале су под надлежност новостворене Архиепископије Прве Јустинијане (локалитет Царичин Град код данашњег Лебана у Србији). Тадашња епископија у античкој Дукљи посвједочена је у изворима из 599. године, а налазила се под јурисдикцијом провинцијског митрополита у Скадру, који је био потчињен архиепископу Прве Јустинијане, под врховном јурисдикцијом Римске цркве. У политичком смислу, тадашња Превалитана је потпадала под власт Византијског царства, усљед чега се на том подручју и током наредних вијекова укрштао утицај западног и источног хришћанства.

### Након раскола
Након званичног прихватања уметка Filioque од стране Римске цркве (1014), дошло је до Великог раскола (1054) и постепеног ширења новог (филиоквистичког) учења према приморским областима на источној обали Јадрана, укључујући и подручја у границама данашње Црне Горе (већи дио Дукље и дио Травуније). Намјесто дотадашњих епископија које су биле потчињене православној митрополији у византијском Драчу, током 11. вијека створена је нова надбискупија са сједиштем у Бару, чиме је означен почетак дуготрајних спорова са сусједним Дубровником око јурисдикције над католицима у околним приморским областима. У исто вријеме, на подручју првобитне Которске епископије настала је филиоквистичка Которска бискупија, која је током 11. и 12. вијека неколико пута мијењала своју црквено-покрајинску припадност. Све ове католичке установе имале су веома значајну улогу у друштвеном животу на подручју тадашње државе Војислављевића, а важну улогу су задржале и након 1185. године, када је дошло до успостављања власти династије Немањића над приморским областима.

## Демографија
Према попису становништва у ЦГ из 2011. године, укупан број католика био је 21.299, од тога су према националној припадности:
- Албанци — 7.954;
- Хрвати — 5.527;
- Црногорци — 5.667;
- Срби — 115;
- Остали — 2.036.

Општине са највећим бројем католика у ЦГ према попису становништва у ЦГ из 2011. године су сљедеће:
- Подгорица — 7.947
- Бар — 3.043
- Тиват — 2.870
- Котор — 2.658
- Улцињ — 2.196
- Херцег Нови — 1.267